# Vũ Ngọc Nhạ
Vũ Ngọc Nhạ (1928-2002) là một Thiếu tướng của Quân đội nhân dân Việt Nam. Ông có biệt danh Ông Cố vấn vì từng làm cố vấn cho một số chính trị gia cao cấp của Việt Nam Cộng hòa và là nhân vật chủ chốt trong vụ án cụm tình báo A.22 vào cuối năm 1969. Vũ Ngọc Nhạ và các đồng đội trong cụm A.22 đã lấy được nhiều tài liệu quan trọng, tuyệt mật của Mỹ và chính quyền Sài Gòn nhằm phục vụ cho các đối sách và chiến lược của Đảng Cộng sản Việt Nam và Việt Nam Dân chủ Cộng hòa.
Ông là nhân vật chính trong tiểu thuyết lịch sử Ông cố vấn của nhà văn Hữu Mai, về sau đã được chuyển thể thành bộ phim cùng tên.

## Thân thế và bước đầu hoạt động
Trong suốt cuộc đời hoạt động của mình, Vũ Ngọc Nhạ có nhiều tên gọi như Pièrre Vũ Ngọc Nhạ (tên Thánh), Vũ Ngọc Nhã, Hoàng Đức Nhã, Vũ Đình Long (còn gọi là Hai Long), hay như bí danh Lê Quang Kép. Ngoài ra ông còn được biết với các biệt danh như thầy Hai, thầy Bốn (do bà con Giáo xứ Bình An đặt cho vì ông là thầy giảng đã tu 4 chức), Ông cố vấn (do ông từng được xem là cố vấn của một số quan chức cao cấp của Việt Nam Cộng hòa).
Ông tên thật là Vũ Xuân Nhã, sinh 30 tháng 3 năm 1928 tại xã Vũ Hội, huyện Vũ Thư, tỉnh Thái Bình (quê cha) nhưng từ nhỏ sống tại quê mẹ - Giáo xứ Phát Diệm, Ninh Bình. Năm 15 tuổi, Vũ Ngọc Nhạ được bố đưa vào Huế học Trường Trung học Thuận Hóa. Ông tiếp xúc với cách mạng, được giới thiệu vào Mặt trận Việt Minh và được kết nạp vào Đảng Cộng sản Việt Nam ngày 20-6-1947.
Cuối năm 1946, ông tham gia chiến đấu chống Pháp tái chiếm Đông Dương tại mặt trận Hà Nội. Sau khi Việt Minh rút khỏi Hà Nội, ông trở về Thái Bình, tham gia công tác dân vận của chính quyền Việt Minh tại địa phương, phụ trách khối Công giáo vận, với bí danh là Lê Quang Kép. Năm 1951, để tiện hoạt động trong vùng bị Pháp kiểm soát, ông đã nhờ người em trai làm một chứng minh thư giả mang tên Vũ Ngọc Nhạ.
Năm 1950, quân Pháp tổ chức nhiều hoạt động càn quét, tảo thanh lớn ở Thái Bình, gây nhiều thiệt hại cho lực lượng kháng chiến. Vũ Ngọc Nhạ được cử làm Bí thư Thái Bình để củng cố và khôi phục lại lực lượng. Cùng năm đó, ông được cử làm Thị uỷ viên Thị xã Thái Bình và tham gia tổ chức phá căng Bo, giải cứu được tất cả những người kháng chiến bị quân Pháp giam giữ ở đây.
Năm 1952, Vũ Ngọc Nhạ (sử dụng tên Vũ Ngọc Kép) là thành viên của đoàn đại biểu quân sự tỉnh Thái Bình dự Hội nghị chiến tranh du kích Bắc Bộ tại Việt Bắc. Tại hội nghị này ông được chủ tịch Hồ Chí Minh và đại tướng Võ Nguyên Giáp giao nhiệm vụ tìm hiểu thông tin về các hoạt động, ý định và dự định của Hoa Kỳ.
Năm 1953, qua sự giới thiệu của Bí thư Liên khu ủy Khu 3 là Đỗ Mười, ông được Trần Quốc Hương tuyển chọn vào cơ quan tình báo quân sự để đào tạo cán bộ hoạt động trong giới Công giáo.

## Xuống tàu vào miền Nam
Năm 1954, Hoàng Minh Đạo, thủ trưởng cơ quan tình báo quân sự đã ra chỉ thị tung một số điệp viên chiến lược vào miền Nam để chuẩn bị cho thời kỳ "hậu Hiệp định Genève". Vũ Ngọc Nhạ là một trong số những điệp viên đó. Ông tạo vỏ bọc là giáo dân Công giáo ngoan đạo, bị Việt Minh kỳ thị vì tôn giáo và xuất thân nên từ bỏ Việt Minh về sống ở quê ngoại tại Phát Diệm, Ninh Bình và tham gia “Tổng bộ tự vệ Phát Diệm” lãnh đạo bởi hai giáo sĩ chống cộng khét tiếng là giám mục Lê Hữu Từ và linh mục Hoàng Quỳnh. Năm 1955, ông cùng vợ và con gái xuống tàu Hải quân Pháp lẫn vào 1 triệu người Công giáo di cư vào Nam. Tại đây ông sử dụng bản lý lịch với cái tên mới Vũ Đình Long với các nội dung đều là thật, trừ một chi tiết giả là "bất mãn với chính sách Công giáo của Việt Nam Dân chủ Cộng hoà nên quyết định vào Nam".
Sau khi vào Nam, ông cùng gia đình cư trú tại ,giáo xứ Bình An không lâu sau chuyển sang sinh sống tại khu chợ Thị Nghè. Ông xin được một chân đánh máy trong Bộ Công chánh. Trong thời gian này, ông chủ yếu tập trung vào việc xây dựng vỏ bọc an toàn, nên thường xuyên lui tới giáo xứ Bình An và văn phòng Hội cựu tự vệ Công giáo Phát Diệm, qua đó chiếm được cảm tình của linh mục Hoàng Quỳnh và trở thành người giúp việc cho Giám mục Lê Hữu Từ. Từ khi vào Nam, ông thường dùng các tên gọi như Hai Long, Hai Nhạ, Hai Nhã theo thứ bậc của người miền Nam và ông cũng được linh mục Hoàng Quỳnh đặt một tên gọi riêng là Hoàng Đức Nhã.

## Người giúp việc của Giám mục Lê Hữu Từ
Vũ Ngọc Nhạ được Mười Hương chỉ đạo phải tạo mối quan hệ tốt với giám mục Lê Hữu Từ vì dòng tu của giám mục Từ được cho là có uy tín lớn trong giới Công giáo cũng như đối với Vatican. Đồng thời, căn cứ vào việc linh mục Hoàng Quỳnh là người chứng nhận chức trung úy tự vệ của Phát Diệm của Vũ Ngọc Nhạ, ông Mười Hương cũng yêu cầu ông Nhạ phải tạo quan hệ thân thiết với linh mục Quỳnh để từ đó tiếp cận giám mục Từ. Quan hệ tốt với linh mục Quỳnh và giám mục Từ đã giúp đỡ và bảo vệ Vũ Ngọc Nhạ rất nhiều trong công tác tình báo sau này.
Trong quá trình tạo vỏ bọc, Vũ Ngọc Nhạ và các đồng đội nhận ra được những điểm tế nhị trong mối quan hệ giữa giới Công giáo với chính quyền Sài Gòn. Lúc đó, thế lực nước ngoài có ảnh hưởng lớn nhất trong giới Công giáo không phải là Mỹ mà là Pháp, trong khi chính quyền Ngô Đình Diệm chịu ảnh hưởng của Mỹ, vì vậy quan hệ giữa hai bên có những mâu thuẫn, nghi ngại. Họ Ngô muốn nắm lấy giới Công giáo làm chỗ dựa nhưng vì những khúc mắc đó nên vẫn chưa thành công. Như vậy, thông qua việc làm trung gian hoà giải giữa họ Ngô và giới Công giáo, cụ thể là linh mục Lê Hữu Từ, ông Nhạ có thể chiếm được lòng tin của cả hai bên.
Vào cuối tháng 12 năm 1958, ông bị một nhân viên phản gián của Đoàn Công tác Đặc biệt miền Trung tên là Nguyễn Tư Thái (tự Thái đen) nhận diện nhưng ông vẫn hoạt động tại vùng Thái Bình cho đến cuối năm 1952. Vì lý do này, ông bị Đoàn Công tác Đặc biệt miền Trung bắt giữ và bị giam để chờ xác minh tại trại giam Tòa Khâm, Huế.
Một sơ hở lớn của Đoàn Công tác Đặc biệt miền Trung là tập trung giam giữ khá nhiều tình báo viên tại trại Tòa Khâm. Trong thời gian bị giam giữ tại Tòa Khâm, Vũ Ngọc Nhạ đã móc nối được với một số tình báo viên khác, thậm chí nhận được sự chỉ đạo của lãnh đạo tình báo Mười Hương, khi đó cũng bị giam tại Tòa Khâm. Đồng thời, các tù nhân theo đạo Công giáo như Vũ Ngọc Nhạ lại được Ngô Đình Cẩn cho đi lễ nhà thờ vào chủ nhật. Nắm được điều đó, thượng cấp Mười Hương chỉ đạo cho ông Nhạ tiếp cận, liên lạc với Ngô Đình Cẩn cùng các chức sắc Công giáo bao gồm giám mục Lê Hữu Từ. Giám mục Từ biết được thân thế Phát Diệm và quan hệ với linh mục Hoàng Quỳnh, có ý muốn dùng ông Nhạ tác động lại Ngô Đình Cẩn. Về phía bên kia, họ Ngô cũng muốn dùng ông Nhạ để kết thân với giám mục Từ. Do công tác chuẩn bị tốt, do sự vận động của linh mục Hoàng Quỳnh, cộng với sự may mắn, ông không bị kết tội vì không đủ hồ sơ, nhưng vẫn bị giam giữ một cách không chính thức đến tận giữa năm 1961.
Từ đó, Vũ Ngọc Nhạ đã chuyển phương cách hoạt động, ông xây dựng sự tín nhiệm của "Ông Cố vấn chỉ đạo miền Trung" Ngô Đình Cẩn bằng tờ trình "4 Nguy cơ đe dọa chế độ" viết vào cuối năm 1959. Trong tờ trình ông cố ý viết rằng mình tham khảo ý kiến của giám mục Lê Hữu Từ và một số thành phần giáo dân Công giáo, ngầm bày tỏ rằng ông có quen biết với những cá nhân, lực lượng mà họ Ngô đang muốn tranh thủ. Tờ trình này đã gây được sự chú ý của Ngô Đình Cẩn và sau đó cả của Ngô Đình Nhu lẫn Ngô Đình Diệm. Do sự dự đoán chính xác của ông về khả năng xảy ra đảo chính và cuộc đảo chính đã diễn ra sau đó vào ngày 11 tháng 11 năm 1960, các anh em họ Ngô đã chú ý đến ông và nhờ đó ông thoát khỏi sự giam cầm kéo dài trong hơn 2 năm. Tờ trình "4 Nguy cơ đe dọa chế độ" được viết trên cơ sở mối quan hệ giữa giới Công giáo với anh em họ Ngô. Chính yếu tố này đã gây được sự chú ý, cộng với bức bình phong "người giúp việc cho Giám mục Lê Hữu Từ" mà Vũ Ngọc Nhạ được sử dụng như một người liên lạc và cung cấp thông tin giữa anh em họ Ngô với giới Công giáo di cư.
Từ đó, Vũ Ngọc Nhạ bắt đầu có biệt danh ông cố vấn. Ông được anh em Diệm – Nhu vị nể, rồi trở thành người tâm phúc, thường xuyên được bàn bạc những vấn đề cơ mật, được tặng cho danh hiệu “Hoàng Long” là con rồng thứ năm trong gia đình (sau 4 anh em ruột Diệm - Nhu - Thục - Cẩn). Nhờ vào địa vị này cũng như vai trò phụ tá của giám mục Lê Hữu Từ, Vũ Ngọc Nhạ đã tạo được quan hệ với nhiều quan chức Sài Gòn, chức sắc Vatican và Công giáo Mỹ, từ đó thu thập được nhiều tin tình báo có giá trị.
Vào cuối năm 1963, Ngô Đình Nhu giao cho Vũ Ngọc Nhạ nhiệm vụ gặp mặt và vận động sự ủng hộ của chức sắc Công giáo. Vì vậy, ông Nhạ không ở cùng với anh em Diệm - Nhu trong cuộc đảo chính 1 tháng 11 năm 1963, và theo lời của ông, nhờ đó mà thoát khỏi số phận bị giết chết như Diệm - Nhu.

## Xây dựng Cụm tình báo chiến lược A.22
Cuộc đảo chính 1963 đưa các tướng lĩnh đảo chính lên cầm quyền, Vũ Ngọc Nhạ chỉ còn hoạt động trong khối Công giáo tại Giáo xứ Bình An lúc này do linh mục Hoàng Quỳnh cầm đầu. Tuy nhiên, do uy thế của linh mục Hoàng Quỳnh rất lớn, đồng thời chính quyền mới cũng đánh giá cao hiểu biết và năng lực của Vũ Ngọc Nhạ, ông Nhạ vẫn thường xuyên được mời tư vấn về nhiều sự vụ khác nhau. Vì vậy ông đã sử dụng “Tam giác vàng” quyền lực bao gồm tòa Khâm sứ, dinh Độc Lập và linh mục Tuyên úy người Mỹ O'Connor để hoạt động tình báo trong thời kỳ này. Cuối năm 1965, do sự tranh giành quyền lực quyết liệt trong "nhóm tướng trẻ", tướng Nguyễn Văn Thiệu đã sử dụng Vũ Ngọc Nhạ giữ vai trò liên lạc viên giữa tướng Thiệu và Công giáo, qua sự giới thiệu của Linh mục Hoàng Quỳnh, nhằm tìm chỗ dựa chính trị. Về phía mình, ông Nhạ cũng biết người Mỹ có ý muốn đưa Nguyễn Văn Thiệu lên thay Diệm, và bản thân Thiệu với tư cách là giáo dân cũng chiếm được cảm tình của một số chức sắc Công giáo. Ông Nhạ đã được uỷ quyền đại diện cho khối Công giáo ủng hộ Nguyễn Văn Thiệu làm Tổng thống. Sau khi đắc cử, tổng thống Thiệu mời ông làm cố vấn đặc biệt cho mình. Là một điệp viên, Vũ Ngọc Nhạ đã khéo léo sử dụng vai trò này để tạo dựng các mối quan hệ và gây ảnh hưởng đến giới chính trị gia cả trong dân sự lẫn quân sự.

Bút tích được cho là của tổng thống Nguyễn Văn Thiệu viết cho Vũ Ngọc Nhạ

Được xem như một cố vấn cho tướng Thiệu trong lĩnh vực quan hệ với giới Công giáo, ông nhanh chóng trở thành một "Ông cố vấn" lần thứ hai, với sức ảnh hưởng đến chính giới còn mạnh hơn so với thời anh em Diệm - Nhu, nhất là từ sau khi tướng Thiệu đắc cử Tổng thống vào năm 1967. Để khai thác một cách triệt để hơn sức ảnh hưởng và nguồn thông tin lớn, cấp trên của ông đã mở rộng nhiệm vụ của ông thành mạng lưới, rồi cụm tình báo A.22 (vốn là mật danh riêng của ông) do Nguyễn Văn Lê  làm Cụm trưởng, ông làm Cụm phó trực tiếp phụ trách lưới tình báo. Toàn bộ cụm A.22 được đặt dưới sự chỉ đạo trực tiếp của Nguyễn Đức Trí, Chỉ huy phó Tình báo quân sự tại miền Nam.
Ban đầu cụm phát triển thêm Nguyễn Xuân Hòe, Vũ Hữu Ruật đều là những tình báo viên mà Vũ Ngọc Nhạ đã bắt liên lạc lúc ông bị giam ở Tòa Khâm. Sau phát triển Nguyễn Xuân Đồng, và quan trọng nhất là vào đầu năm 1967, cụm được bổ sung Lê Hữu Thúy (hay Thắng), mật danh A.25.
Các điệp viên này đều được giao nhiệm vụ "chui sâu leo cao" vào những chức vụ quan trọng để có thể thu thập thông tin chiến lược và có thể tác động đến chính quyền. Thành công lớn nhất của Cụm A.22 là cắm được một cơ sở của Lê Hữu Thúy là Huỳnh Văn Trọng (nguyên Bộ trưởng Quốc gia Việt Nam thập niên 1950) vào vị trí Phụ tá tổng thống Nguyễn Văn Thiệu. Chính Huỳnh Văn Trọng dẫn đầu một phái đoàn ngoại giao của Việt Nam Cộng hòa sang Hoa Kỳ tiếp xúc, gặp gỡ với hàng loạt tổ chức, cá nhân trong chính phủ và chính giới Hoa Kỳ để thăm dò thái độ của Chính phủ Johnson đối với cuộc chiến của Hoa Kỳ tại Việt Nam, đồng thời thu thập được nhiều thông tin tình báo chiến lược.
Vũ Ngọc Nhạ cùng cụm A.22 đã tham gia tổ chức chiến dịch Tết Mậu Thân năm 1968. Ông đã thông báo cho cấp trên việc Mỹ muốn huỷ bỏ lệnh ngưng bắn thường niên vào dịp Tết năm đó. Khi chiến dịch diễn ra, Vũ Ngọc Nhạ có nhiệm vụ yểm hộ cho biệt động quân Giải phóng đánh vào Dinh Độc Lập, ông đã khui hầm rượu của Nguyễn Văn Thiệu cho quân lính uống say để biệt động Giải phóng dễ dàng "xử lý". Tuy nhiên kế hoạch đánh Dinh Độc Lập không thực hiện được, lúc đó Nguyễn Văn Thiệu cũng không có ở dinh mà về quê vợ ở Mỹ Tho để ăn tết. Vũ Ngọc Nhạ liền ứng biến bằng cách vờ đứng ra cổ vũ quân canh phòng chống trả mạnh mẽ quân Giải phóng. Hành động này khiến cho Nguyễn Văn Thiệu rất cảm kích. Thiệu cũng cho rằng ông Nhạ cho binh lính uống rượu là để nâng cao sĩ khí nên đã hết lời khen ngợi. Sau lần đó, Nguyễn Văn Thiệu đã tặng cho ông một thanh kiếm với quyền hành thay thế Thiệu chủ trì các cuộc họp nội các khi Thiệu vắng mặt.
Từ năm 1968, thấy rõ leo thang chiến tranh không mang lại kết quả, Mỹ quyết định tìm cách rút khỏi chiến tranh thông qua đàm phán tại Paris. Trong thời gian này, người Mỹ cấp tốc xây dựng và thực hiện “Kế hoạch bình định cấp tốc 1968-1969” cùng nhiều biện pháp khác để đạt được ưu thế trên bàn đàm phán và xuống thang chiến tranh trong thế mạnh. Vì vậy Vũ Ngọc Nhạ được giao nhiệm vụ tìm hiểu nội dung các kế hoạch này và tình hình chính trị Mỹ. Ông tác động với Thiệu viết ủy nhiệm thư và cử phái đoàn cấp cao đứng đầu bởi Huỳnh Văn Trọng sang Mỹ thương thảo để xin viện trợ. Huỳnh Văn Trọng liền lấy lý do "chuẩn bị trước cho chuyến đi" để đến Đại sứ quán Mỹ lấy được bản “Kế hoạch bình định 1968-1969”, “Chương trình Phoenix 1968” của Como và “Kế hoạch bình định cấp tốc”. Chuyến đi Mỹ sau đó xin được nhiều viện trợ khiến Nguyễn Văn Thiệu rất vui mừng. Vì vậy ông Nhạ được Nguyễn Văn Thiệu gửi tặng cây bút máy mà mình dùng để ký nhận các khoản viện trợ.
Bộ hồ sơ của Nha Tổng giám đốc cảnh sát quốc gia của chính phủ Sài Gòn đã nhận xét về cụm A.22 như sau: "Từ trước đến nay, ngoại trừ những giai thoại giả tưởng trong tiểu thuyết trinh thám chưa bao giờ có những tổ điệp báo thành công đến như thế. Cụm A.22 hoạt động do Ông Vũ Ngọc Nhạ cầm đầu phát triển đều đặn và thi thố nhiều thủ đoạn mà chúng ta phải nhìn nhận là huyền diệu và xuất sắc. Cụm đã phát triển một hệ thống điệp vụ vô cùng quan trọng và đã len lỏi vào được nhiều cơ quan đầu não của Việt Nam cộng hoà. Những tin tức chiến lược mà Cảnh sát Quốc gia biết họ cung cấp, đều có giá trị giúp cho Hà Nội có được những dữ kiện chắc chắn khi ấn định chính sách của họ đối với cuộc chiến tranh."
Vào năm 1969, theo chỉ thị của cấp trên, cụm tình báo A.22 dự định thiết lập một "chính phủ" mới với những vị trí quan trọng trong nội các đều do các cơ sở tình báo của cụm nắm giữ. Ví dụ Huỳnh Văn Trọng dự kiến làm Thủ tướng, Vũ Hữu Duật dự kiến làm Bộ trưởng Chính trị, Vũ Xuân Hoè làm Bộ trưởng Kinh tế, Lê Hữu Thuý làm Bộ trưởng Thông tin chiêu hồi. Tuy nhiên dự tính này không thành do hoạt động điều tra và phản gián của CIA.

## Vụ án Huỳnh Văn Trọng và 42 ông điệp báo
Tuy tổ chức rất chặt chẽ, nhưng do hoạt động mạnh và có ảnh hưởng đến chính giới cũng như chính quyền Sài Gòn, CIA nhanh chóng phát hiện thấy điều không bình thường của những nhân vật riêng rẽ này, vốn hầu hết đều là những nghi can về tội làm điệp viên và từng bị giam giữ tại trại Tòa Khâm. Do đó, cơ quan CIA đã tiến hành điều tra để phá vỡ cụm tình báo vô cùng nguy hiểm này. Hồ sơ các cựu tù nhân trại Tòa Khâm được giở lại từ giữa năm 1968. Do quy mô, cũng như sức ảnh hưởng quá lớn và tính chất phức tạp của vụ án, mãi hơn một năm sau CIA mới chuyển giao thông tin cho Tổng Nha Cảnh sát điều tra vụ án. Một đơn vị đặc biệt có mật danh S2/B đã được thành lập và đã tiến hành bắt giữ hầu hết những người của Cụm A.22 vào trung tuần tháng 7 năm 1969. Toàn bộ các điệp viên Vũ Ngọc Nhạ, Lê Hữu Thúy (tức Thắng), Vũ Hữu Ruật, Nguyễn Xuân Hòe, Nguyễn Xuân Đồng, hầu hết các cơ sở như phụ tá Huỳnh Văn Trọng, cơ sở giao liên như bà Cả Nhiễm... đều bị bắt giữ. Tuy nhiên, Cụm trưởng Tư Lê đã kịp thời trốn thoát.
Về cơ bản, cụm tình báo gần như bị phá vỡ hoàn toàn. Các chứng cứ về hoạt động tình báo hầu như đầy đủ. Chính giới Sài Gòn rung động vì quy mô của vụ án: 42 cán bộ và cơ sở điệp báo, hoạt động rộng và có ảnh hưởng trong nhiều cơ quan chính quyền cũng như các tổ chức chính trị, một phụ tá tổng thống bị bắt... Khi vụ án được đưa ra xét xử vào tháng 11 năm 1969, báo giới Sài Gòn đã mệnh danh đây là "Vụ án chính trị của thế kỷ", "Vụ án gián điệp lớn nhất thời đại".
Nếu bị kết án gián điệp, các thành viên của cụm A.22 có thể bị kết án tử hình. Tuy nhiên cụm tình báo đã đi một nước cờ xoay chuyển tình thế: biến vụ án gián điệp thành vụ án chính trị, lợi dụng mức ảnh hưởng và mối quan hệ sâu rộng, các bằng chứng công khai, cũng như tình thế chính trị bấy giờ để dẫn phiên tòa vào thế bế tắc. Các tình báo viên đã khiến báo giới và dư luận Sài Gòn lúc đó nghĩ rằng vụ bắt bớ này là thủ đoạn đấu đá chính trị của các phe phái trong chính quyền Sài Gòn và cái tội danh “điệp viên, tình báo” chỉ là cái cớ được dựng lên.
Phiên tòa trở nên khó xử vì nhất cử nhất động của các bị cáo đều dính tới các chóp bu chính quyền từ tổng thống, bộ trưởng đến dân biểu, CIA và thậm chí là... Tổng thống Mỹ. Các bằng chứng được công khai để kết tội hoạt động gián điệp "móc nối với Việt Cộng" đều trở thành những vụ việc do chính... Tổng thống hợp hiến ủy thác hoặc ra lệnh. Nhân chứng quan trọng nhất của "vụ án" chắc chắn tòa sẽ không triệu tập được vì đó chính là Tổng thống. Và các bị cáo đều lập luận rằng họ hoạt động theo yêu cầu của chính quyền và lương tâm tôn giáo đã được hướng dẫn.
Vụ án cụm A.22 từ một thành công về phản gián trở thành một rắc rối lớn về chính trị của CIA. Tòa thánh Vatican và cộng đồng Công giáo di cư cũng cho rằng đây là âm mưu của CIA và Chính quyền Thiệu nhằm phá hoại Công giáo Việt Nam. Để "gỡ rối", CIA đã đề nghị Vũ Ngọc Nhạ khai nhận là mình làm việc cho cơ quan này, đổi lại ông sẽ nhận được lương bổng hậu hĩ cùng với 2 triệu USD trả thêm. Nhưng ông Nhạ đã từ chối.
Nước cờ của cụm tình báo A.22 đã hoàn toàn thành công. Không có ai trong cụm bị kết án tử hình. Do không có bằng chứng thuyết phục để khép vào tội tử hình, tòa án quân sự mặt trận lưu động Vùng 3 đã tuyên án Vũ Ngọc Nhạ, Lê Hữu Thúy, Huỳnh Văn Trọng, Nguyễn Xuân Hòe án Chung thân khổ sai, những thành viên khác bị kết án từ 5 năm đến 20 năm. Tuy nhiên, dù sao thì Cụm A.22 cũng đã thực hiện thành công được ý định của mình: giữ được mạng sống các điệp viên, giữ lại được vị thế chính trị để hoạt động khi ra tù, đồng thời gây ra sự nghi kỵ lẫn nhau trong chính trường Việt Nam Cộng hòa.
Đánh giá mức độ thành công của Cụm A.22 có thể thấy được qua lời tuyên bố của Vũ Ngọc Nhạ trước khi lên xe giải về trại giam sau khi phiên tòa kết thúc và được báo giới ghi lại:
Lúc quân cảnh đưa lần ra khỏi phòng xử để lên xe bít bùng, Vũ Ngọc Nhạ hướng về đám đông ký giả ngoại quốc và thân nhân nói lớn:
- Tôi gởi lời về thăm ông Thiệu
Rồi ông nói lên câu tiếng Pháp:
- Ma Mission est Possible mais maintenant est impossible! (Sứ mạng của tôi trước có thể hoàn thành được nhưng bây giờ thì bất khả!)
Và ông nói với một số ký giả trong nước:
- Vụ tụi tôi chỉ có lịch sử phán xét!
Một số thành viên của A.22 bị đưa ra Côn Đảo giam giữ, Vũ Ngọc Nhạ và một số thành viên khác bị giam ở Sài Gòn một thời gian rồi cũng được đưa ra Côn Đảo. Vũ Ngọc Nhạ và Lê Hữu Thuý bị giữ một thời gian tại khu biệt giam tại Đặc ủy tình báo số 3A Bạch Đằng, một nơi tra khảo khét tiếng của CIA, trong điều kiện nhiệt độ thay đổi đột ngột, thường xuyên bị truy vấn bằng máy kiểm tra nói dối và nhiều hình thức tra khảo khác. Điều này khiến sức khoẻ của hai ông bị ảnh hưởng nghiêm trọng.
Sự thành công này còn đạt được một kết quả bất ngờ: khi Cụm Tình báo A.22 bại lộ, tổng thống Nguyễn Văn Thiệu vẫn chưa và không muốn tin vào sự thật, còn cho rằng đây là âm mưu của CIA dàn cảnh để triệt hạ người thân tín của mình. Người Mỹ phải đích thân gặp Nguyễn Văn Thiệu và đe doạ: "Nếu ông không ký lệnh bắt Vũ Ngọc Nhạ, ông sẽ mất chức Tổng thống." Trong thời gian Vũ Ngọc Nhạ và các bạn đồng chí bị đày ra Côn Đảo, Thiệu đã thay thế viên Tỉnh trưởng Côn Đảo bằng một người thân tín của mình và ra lệnh phải chăm sóc ông Nhạ chu đáo. Ông còn trao đổi thư từ và gặp mặt trực tiếp với nhiều chức sắc tôn giáo và chính trị gia người Việt lẫn Mỹ. Về phía Vatican, trong buổi lễ ngày 23 tháng 6 năm 1971, Vũ Ngọc Nhạ được giáo hoàng Phaolô VI ca ngợi, ban ơn chết lành và được tặng bằng khen cùng huy chương. Một linh mục khâm sai của Vatican đã đến khám Chí Hoà trao phần thưởng của giáo hoàng cho ông Nhạ vào ngày 25 tháng 6.
Cụm tình báo A.22 bị phá vỡ, nhưng hoạt động tích cực của các điệp báo viên khác như Phạm Xuân Ẩn khiến nhiều tin tức nội bộ khác vẫn bị rò rỉ ra ngoài. Điều này càng khiến Nguyễn Văn Thiệu tin rằng Mỹ dàn dựng vu oan cho ông Nhạ và tìm cách đưa ông ra khỏi Côn Đảo về sau.

## Tiếp tục hoạt động
Đầu năm 1973, Vũ Ngọc Nhạ và Huỳnh Văn Trọng được đưa về trại giam Chí Hòa quản thúc theo quy chế tù chính trị theo Hiệp định Paris. Trong thời gian này, lợi dụng ảnh hưởng của mình và nhờ sự giúp đỡ của linh mục Hoàng Quỳnh, Vũ Ngọc Nhạ nối lại mối quan hệ với các tổ chức chính trị thuộc "Lực lượng thứ 3" do tướng Dương Văn Minh cầm đầu. Lo ngại những hoạt động của ông có thể gây ảnh hưởng xấu đến chính quyền, ngày 23 tháng 7 năm 1973, chính phủ Việt Nam Cộng hòa đã trao trả ông tại Lộc Ninh cho phía Mặt trận Dân tộc Giải phóng miền Nam Việt Nam, với danh xưng là "linh mục Giải phóng", với mục đích đẩy ông ra xa các hoạt động của chính giới Sài Gòn.
Sau khi được trao trả, cuối năm 1973, ông được đưa về Phòng tình báo quân sự để làm công tác xác minh. Đầu năm 1974, sau khi đã kiểm tra thông tin, ông được khôi phục hoạt động bí mật và được công nhận quân hàm Trung tá Quân đội nhân dân Việt Nam. Trong thời gian này, ông đồng thời nhận được quyết định khen thưởng về thành tích của Cụm A.22 đồng thời với quyết định kỷ luật cảnh cáo vì chịu trách nhiệm trong việc lưới tình báo này bị vỡ. Tháng 4 năm 1974, ông trở về hoạt động bán công khai tại Củ Chi, với mục đích xây dựng một cụm tình báo chiến lược mới do ông làm cụm trưởng, xây dựng cơ sở tình báo và nối lại quan hệ với các tổ chức chính trị thuộc Lực lượng thứ 3, đặc biệt là khối Công giáo. Tháng 1 năm 1975, ông trở lại Sài Gòn, sống bất hợp pháp và hoạt động trong Lực lượng thứ 3 với tư cách là một đại biểu Công giáo. Ngày 30 tháng 4 năm 1975, ông có mặt bên cạnh tướng Dương Văn Minh tại dinh Độc Lập, chứng kiến những giờ phút cuối cùng của chế độ Việt Nam Cộng hòa.
Theo chỉ đạo của cấp trên, Vũ Ngọc Nhạ đã thông qua khối Công giáo gây sức ép buộc Nguyễn Văn Thiệu từ chức và Dương Văn Minh lên làm Tổng thống. Ông cũng khuyên Nguyễn Văn Thiệu rời bỏ Sài Gòn, nhưng tuyệt đối không đến Mỹ vì ở Mỹ Nguyễn Văn Thiệu sẽ bị giết. Nghe theo lời khuyên của ông, Nguyễn Văn Thiệu cùng gia đình đã sang Hồng Kông rồi sang Anh cư trú đến hết đời. Khi được hỏi về việc "cứu mạng" Nguyễn Văn Thiệu, Vũ Ngọc Nhạ nói "Tôi cho đó là chính sách rất nhân đạo của chế độ ta." 

## Hoạt động sau năm 1975
Sau năm 1975, toàn bộ Hồ sơ mật về Cụm tình báo chiến lược A.22 của Nha Tổng giám đốc Cảnh sát quốc gia được thu hồi nguyên vẹn. Thậm chí, vào ngày 30 tháng 4 năm 1975, một chỉ huy tình báo cao cấp và là chỉ huy trực tiếp của Vũ Ngọc Nhạ là Đại tá Nguyễn Đức Trí cũng có mặt tại dinh Độc Lập. Tuy nhiên, thân phận thật của Vũ Ngọc Nhạ vẫn chưa được xác nhận. Mãi đến năm 1976, ông mới được điều về làm chuyên viên Cục 2 với quân hàm Thượng tá. Năm 1981, ông được thăng quân hàm Đại tá. Ông được giao các công tác nghiên cứu và tổng hợp các báo cáo để phúc trình cho các lãnh đạo cao cấp của nhà nước như Thủ tướng Phạm Văn Đồng, Mai Chí Thọ, Nguyễn Văn Linh.
Đến năm 1987, khi cuốn tiểu thuyết Ông cố vấn hồ sơ một điệp viên của Hữu Mai xuất bản, thân thế và sự nghiệp của ông mới được công chúng biết tới. Để tôn vinh sự nghiệp hoạt động của ông, năm 1988, Nhà nước Việt Nam phong hàm Thiếu tướng cho Vũ Ngọc Nhạ. Cụm tình báo chiến lược A.22 và Đại tá Lê Hữu Thúy được phong tặng danh hiệu Anh hùng lực lượng vũ trang. Một bộ phim phỏng theo tiểu thuyết "Ông cố vấn" cũng được sản xuất và đã có một số phóng sự về ông và cụm tình báo A.22 được công chiếu trước khi ông mất.
Ông được Nhà nước Việt Nam tặng thưởng:
- Huân chương Độc lập hạng ba;
- Huân chương Quân công hạng ba;
- Huân chương Chiến công giải phóng ( 2 hạng Nhì, hạng Ba);
- Huân chương Chiến thắng hạng nhì;
- Huân chương Kháng chiến hạng nhất;
- Huân chương Chiến sĩ giải phóng (hạng Nhất, Nhì, Ba);
- Huân chương Chiến sĩ vẻ vang (hạng Nhất, Nhì, Ba);
- Huy chương Quân kỳ quyết thắng;
- Huy hiệu 50 năm tuổi Đảng.

Tuy nhiên, cho đến lúc mất, ông vẫn không được nhận danh hiệu Anh hùng lực lượng vũ trang mà chính nhà văn Hữu Mai nhận định rằng chính ông rất xứng đáng được nhận.
Ông còn được Tòa thánh Vatican và Giáo hoàng Phaolô VI tặng bằng khen và Huy chương "Vì hòa bình" vào tháng 6 năm 1971.

## Qua đời
Ông qua đời lúc 6 giờ 7 phút ngày 7 tháng 8 năm 2002 tại TP Hồ Chí Minh, hưởng thọ 75 tuổi. Phần mộ của ông nay được đặt tại nghĩa trang Thành phố Hồ Chí Minh, trong khu vực dành riêng cho các tướng lĩnh, gần mộ phần của 2 điệp viên nổi tiếng khác là Phạm Xuân Ẩn và Đặng Trần Đức. Mộ phần của Đại tá Phạm Ngọc Thảo cũng cách đó không xa.

## Đánh giá
Gia đình Vũ Ngọc Nhạ có tiếng là rất nghèo nhưng sống thanh bạch, không màng bổng lộc, không bao giờ nhận hối lộ. Vợ của ông, bà Nguyễn Thị Nhẫn phải ra chợ bán rau để phụ giúp kinh tế. Dòng họ Ngô Đình, vợ chồng Nguyễn Văn Thiệu và CIA nhiều lần đề nghị chu cấp hoặc dùng tiền bạc mua chuộc nhưng gia đình ông đều từ chối. Chính vì quá thanh bạch nên có ý kiến nghi ngờ ông là người của cách mạng cài vào vì "không cần tiền, không cần tình, chỉ có cộng sản mới thế."
Vũ Ngọc Nhạ có khả năng "diễn xuất" nhập vai đến mức đồng đội của mình cũng ngạc nhiên. Ông Mai Chí Thọ từng nhận xét "Từ dáng đi, giọng nói đôi mắt đến tính cách, y như là một cố đạo phản động. [...] Một đồng chí của ta “đội lốt” kẻ địch đến mức người của ta cũng không nhận ra quả là điều kỳ diệu đối với nghệ thuật tình báo mà chính tôi cũng không thể tưởng tượng." Cũng chính vì đóng vai người bên kia chiến tuyến nên suốt một thời gian dài, gia đình họ hàng của vợ chồng ông Nhạ bị tiếng oan là nhà có người phản bội. Mãi sau khi chiến tranh kết thúc, lúc hai vợ chồng ông được Đảng và Quân đội đón về quê thì người làng mới biết "kẻ phản bội" thực chất là người của cách mạng cài vào lòng địch.
Theo nhà văn Hữu Mai, Vũ Ngọc Nhạ có khả năng cảm hoá đối phương bằng nhân cách và đạo đức của mình. Nhiều nhân viên tình báo đã phải dùng các biện pháp lừa lọc, gây sức ép, hoặc lợi dụng sự sơ hở để khai thác thông tin, tuy nhiên ông Nhạ không làm như vậy mà chỉ sử dụng những biện pháp rất "đời". Vũ Ngọc Nhạ thể hiện mình như một tu sĩ nhân từ, giúp đỡ và cảm hoá người khác, đó là biện pháp rất ít tình báo viên thực hiện được.

## Lịch sử thụ phong quân hàm
| Năm     | 1974 | 1976 | 1981 | 1988 |
| ------- | ---- | ---- | ---- | ---- |
| Cấp bậc |      |      |      |      |